# Diprotodon
Diprotodon este un gen dispărut de marsupiale mari originare din Australia din epoca pleistocenului. Este considerată una dintre speciile de bază ale „megafaunei” din Australia, care s-a răspândit pe tot continentul în timpul Pleistocenului. Genul este considerat în prezent monotipic, conținând doar Diprotodon optatum, cel mai mare marsupial cunoscut care a existat vreodată.